# IWork.com
iWork.com è un servizio online creato da Apple Inc. a completamento del pacchetto iWork, suite di Software di produttività personale. È stato distribuito come beta pubblica il 16 gennaio 2009 al Macworld Conference & Expo 2009. Le sue funzionalità sono simili ad altre applicazioni per l'ufficio cloud-based come Google Docs, offrendo funzioni di collaborazione e visione on line dei documenti, ma i documenti non possono essere modificati online.
Il servizio è stato chiuso il 31 luglio 2012.

## Formati file
iWork.com supporta l'upload di documenti Pages, presentazioni Keynote, e fogli di calcolo Numbers. Anche i formati Microsoft Office sono supportati.

## Requisiti
iWork.com non può essere usato senza l'acquisto di una copia della suite iWork '09, ma il contenuto caricato online può essere utilizzato da tutti coloro che ne possiedono l'autorizzazione.